# Telestes
Telestes este un gen de pești dulcicoli de talie mijlocie sau mică din familia ciprinidelor răspândiți în Eurasia în lacurile și râurile de munte și de la poalele munților și de deal, mai rar în apele limpezi și nepoluate din râurile de câmpie.

## Particularități anatomice
Pești de dimensiuni mici, având corpul alungit, fusiform și gros, slab comprimat lateral. Spinarea și abdomenul, rotunjite. Carena abdominală înaintea deschiderii anale, fără solzi, lipsește. Pedunculul caudal scurt, comprimat lateral. 
Capul comprimat lateral, relativ mai mare și mai rotunjit decât la speciile din genurile Squalius și Leuciscus. Ochii situați în jumătatea anterioară a capului, privesc lateral. Oasele preorbitare nu ating marginea anterioară a ochiului. 
Gura de mărime mică sau mijlocie în poziție terminală sau subterminală, cu buze subțiri, cea inferioară întreruptă la mijloc. Mustățile sunt întotdeauna absente. Maxila superioară nu prezintă o excavație pentru vârful mandibulei. 
Înotătoarele dorsală și anală scurte, ultima lor radie simplă, neosificată.  7-10½ radii divizate pe înotătoarea anală și 7-8½  pe înotătoarea dorsală. Înotătoarea dorsală situată deasupra înotătoarei ventrale. Înotătoarea anala se inserează mult în urma înotătoarei dorsale. Marginea înotătoarei anale slab concavă sau dreaptă. Înotătoarea caudală net bifurcată.
Solzii cicloizi, de dimensiuni mijlocii sau foarte mici, groși, bine fixați, care nu se suprapun, 46—93 în linia laterală. Linia laterală continuă și completă, puțin curbată ușor în jos, dispusă pe mijlocul pedunculului caudal. 
Dinții faringieni pe două rânduri, de tip răpitor, îndoiți la vârf ca niște cârlige, nezimțați sau foarte ușor zimțați. Numărul dinților faringieni este variabil, mai frecvent 2.5—5.2, 2.4—5.2 sau 2.4—4.2.  Spinii branhiali scurți, puțin numeroși (6—30).
Peritoneul negru. Coloritul general bate în violaceu. O dungă mediolaterală întunecată cenușiu-violacee sau o linie neagră de-a lungul liniei laterale sunt printre caracterele cele mai evidente la speciile acestui gen.  Cu toate că uneori dungile nu sunt clar distincte la exemplarele vii, ele apar întotdeauna foarte pronunțat la cele conservate. Dunga mediolaterală este mai evidentă la peștii adulți în timpul perioadei de depunere a icrelor. 

## Distribuția geografică și habitatul
Genul este răspândit în Europa. Multe populații sunt răspândite în partea de est a bazinului Mării Adriatice, pe arii de distribuție foarte limitate, și de multe ori sunt supuse unor modificări constante a mediului de către oameni și sunt în pericol constant de dispariție.
Genul Telestes cuprinde specii tipice de ape moderat reci, limpezi, curgătoare și bine oxigenate. Acești pești se întâlnesc în lacurile de munte, torenții de mare altitudine, torenții și râurile de la poalele munților și de deal, mai rar în apele limpezi și nepoluate din râurile de câmpie.

## Sistematica
Până în urmă cu câțiva ani, majoritatea speciilor acestui gen au fost incluse ca un subgen în genul Leuciscus, dar studiile moleculare și morfologice recente au demonstrat o corelație mai strânsă cu speciile de Chondrostoma, Achondrostoma, Pseudochondrostoma, Parachondrostoma, Protochondrostoma, Iberochondrostoma și Phoxinellus. 
Trei specii din genul Phoxinellus au fost recunoscute că fac parte din genul Telestes și au fost incluse în ultimul gen. 
În orice caz sistematica genului Telestes nu a fost încă clarificat complet, și se crede că pot exista alte specii valide confundate în prezent sub numele de Telestes souffia.
Grupul are o distribuție europeană, și este compus din mai multe specii; unele dintre ele, puțin cunoscute și greu de determinat, care necesită mai multe studii aprofundate pentru a fi confirmate.
Speciile prezente în Europa se disting în mod obișnuit pe baza unor caractere morfometrice și meristice, cum ar fi forma dinților faringieni, culoarea peritoneului și numărului de solzi de-a lungul liniei laterale; însă există puține date despre biologie lor.
Sunt cunoscute 14 specii 
- Telestes beoticus (Stephanidis, 1939) - Grecia
- Telestes croaticus (Steindachner, 1866) - Croația
- Telestes dabar Bogutskaya, Zupančič, Bogut & Naseka, 2012 - Bosnia și Herțegovina
- Telestes fontinalis (M. S. Karaman (sr), 1972) - Croația
- Telestes karsticus Marčić, Buj, Duplić, Ćaleta, Mustafić, Zanella, Zupančič & Mrakovčić, 2011 - Croația
- Telestes metohiensis (Steindachner, 1901) - Bosnia și Herțegovina; Croația
- Telestes miloradi Bogutskaya, Zupančič, Bogut & Naseka, 2012 - Croația
- Telestes montenigrinus (Vuković, 1963) - Albania; Muntenegru
- Telestes muticellus (Bonaparte, 1837) - Franța; Italia; Elveția
- Telestes pleurobipunctatus (Stephanidis, 1939) - Grecia
- Telestes polylepis Steindachner, 1866 - Croația
- Telestes souffia (A. Risso, 1827) - Austria; Bosnia și Herțegovina; Croația; Republica Cehă; Franța; Germania; Ungaria; Italia; Liechtenstein; România; Slovacia; Slovenia; Elveția; Ucraina
- Telestes turskyi (Heckel, 1843) - Croația
- †Telestes ukliva (Heckel, 1843) - Croația